# Ghost Stories
Ghost Stories (в переводе с англ. — «Истории о призраках») — шестой студийный альбом британской группы Coldplay, вышедший в мае 2014 года.
Ghost Stories был номинирован на «Грэмми» как лучший вокальный поп-альбом и был назван «Лучшим рок-альбомом» на церемонии Billboard Music Awards.

## Предпосылки и запись
Начиная работу над предыдущим альбомом Mylo Xyloto, Coldplay озвучивали идею создания «упрощённого, более акустического альбома», однако в результате у них получился один из наиболее экспериментальных и поп-ориентированных альбомов Coldplay, который критики описывали как «роскошно окрашенный» альбом, в котором «хоры ещё громче, текстуры ещё шире, а оптимизм — ещё более оптимистичнее». Работая над новым альбомом, Coldplay возвратились к своей идее, желая создать запись с меньшим продакшеном и со звучанием, отличным от Mylo Xyloto. В интервью BBC Radio 2 барабанщик группы Уилл Чемпион пояснил эту мысль: «Здесь вы сумеете обойтись без напыщенности и раздутости, мы будем тщательно придерживаться этого пути. Сброс. Перекалибровка.»
Альбом записывался в период с 2013 по 2014 год на домашних студиях в Лондоне и Лос-Анджелесе. Фактически начало творческого процесса началось в домашней студии Гая Берримэна в начале 2013 года, когда группа собралась по окончании тура в поддержку Mylo Xyloto, чтобы поджемовать и поискать новые идеи. В отличие от предыдущих студийных альбомов, работая над Ghost Stories, Coldplay использовали новый творческий подход: Мартин предложил коллегам приносить собственные музыкальные идеи, в отличие от сочинения песен на идеях самого Мартина. К примеру, «Magic» основана на басовом риффе, придуманном Берримэном.
В продюсировании отдельных треков принимали участие давно сотрудничающий с группой Джон Хопкинс, а также Мэдион, Авичи. Тимбалэнд поучаствовал в написании ударных для «True Love».

## Тематика
По словам Криса Мартина, альбом представляет собой «рассказ о познании Безоговорочной Любви».
Основная идея Ghost Stories, на мой взгляд, заключается в следующем: "Как вы позволяете событиям, которые случились с вами в прошлом — вашими призраками — влиять на ваше настоящее и будущее?" Потому что было время, когда мне казалось, что они могут пошатнуть меня и разрушить мою жизнь и жизни моих близких. Мне повезло встретить одного суфийского учителя, который внушал следующую мысль: если вы связаны с определёнными событиями и вещами, через которые прошли, они видоизменяются. Тогда я не понял, что он имел в виду, но, чем больше я его слушал, тем больше музыки зарождалось вокруг.
По свидетельству Мартина, альбом вдохновлён его разрывом с Гвинет Пэлтроу. В альбомном буклете написано, что альбом посвящается памяти Кевина Кордаско, «вдохновляющего молодого человека»; также приведена цитата Маршалла Болла: «Suffering teaches sweet understanding» (рус. «Страдания учат незамутнённому пониманию»).

## Оформление
Оформлением альбома занималась чешская офортистка Мила Фюрстова; центральной темой её работ является мифология. Картина для обложки Ghost Stories в стиле Эпохи Средневековья размером 100х100 см представляет собой пару крыльев ангела, наложенных на изображение океана под ночным небом; сами крылья выполнены в виде соединения рисунков в стилистике средневековья, но изображающих современные объекты и понятия — влюблённую пару; человека, смотрящегося в зеркало; полёт белых голубей; круглый лабиринт; девочку при свечах; окно, через которое видно надвигающийся торнадо; спящую пару; сердце в виде садового растения и др. Более крупная версия картины доступна через официальный сайт Coldplay.
Мила Фюрстова работала над оформлением всех релизов группы в период Ghost Stories, в том числе над обложками синглов. Её работы описываются как «великолепные изображения, современные и личные, передающие сюрреальность мечтаний, историй, рассказов, которые составляют структуру нашего сознания» и получили ряд престижных премий (таких как Премия Королевской Академии Искусств в 2001 году). Сотрудничество с Coldplay она описала как «вдохновляющее событие и действительно уничижительный опыт сотрудничества с такими талантливыми людьми».

## Раскрутка
Незадолго до выхода альбом усиленно раскручивался компанией Parlophone с помощью ТВ, Интернета, радио, а также короткого промотура. 25 февраля 2014 года группа представила промосингл с шестого студийного альбома — «Midnight». 3 марта было объявлено, что альбом Ghost Stories выйдет 19 мая, а также была представлена песня «Magic». «A Sky Full of Stars» вышел в мае; «True Love» — в августе, и «Ink» — в октябре 2014 года. Для «All Your Friends» и «Ghost Story» (вошедших в расширенную версию альбома и в EP A Sky Full of Stars) были выпущены видеоклипы.
3 мая Coldplay выступили в передаче «Saturday Night Live», сыграв «Magic» и «A Sky Full of Stars».
На 57-й церемонии «Грэмми» альбом попал в номинацию «Премия «Грэмми» за лучший вокальный поп-альбом».

### Концертный фильм
В телеэфир был запущен концертный фильм «Coldplay: Ghost Stories», снятый Полом Дагдейлом (Адель, The Rolling Stones). Запись проходила 21-23 марта в концертной студии Sony Pictures в Лос-Анджелесе; впервые в истории Coldplay сыграли свой альбом целиком. Помимо концерта перед аудиторией в 800 человек, фильм включает кинематографические сцены, снятые в Малибу и Ирвайне, штат Калифорния. По словам Мартина, фильм отражает «их истинное видение альбома».
В мае-июне 2014 года фильм был показан в прайм-тайм в ряде стран, а в ноябре 2014 года был издан в форматах DVD и Blu-Ray под названием Ghost Stories Live 2014.
Фильм получил номинацию «Грэмми» на лучший музыкальный фильм.

## Отзывы критиков
| Совокупная оценка    | Совокупная оценка |
| Источник             | Оценка            |
| -------------------- | ----------------- |
| Metacritic           | 61/100            |
| Оценки критиков      |                   |
| Источник             | Оценка            |
| AllMusic             | [ 27 ]            |
| Consequence of Sound | C+                |
| Drowned in Sound     | [ 2 ]             |
| Entertainment Weekly | B                 |
| The Guardian         | [ 30 ]            |
| The Independent      | [ 31 ]            |
| Los Angeles Times    | (положительно)    |
| NME                  | [ 33 ]            |
| The Observer         | [ 34 ]            |
| Pitchfork Media      | 4.4/10            |
| PopMatters           | [ 36 ]            |
| Rolling Stone        | [ 37 ]            |
| Spin                 | [ 3 ]             |
| USA Today            | [ 38 ]            |

Альбом получил умеренно-положительные оценки критиков.
Стэфани Бенсон (Spin) описала Ghost Stories так: «Глубокое море инкрустированной синтезатором поп-музыки блестит под ореолом ангельских прикосновений эмбиента и радужного видения Мартина». Рецензент Billboard провёл потрековый обзор альбома и похвалил его как «наиболее слушабельный альбом Coldplay за последние годы» и описал его как «запоминающуюся смесь из угрюмых фраз, редких аранжировок и мощных тем». Ник Хастед (The Independent) писал, что «Мартин воспринимает случившееся слишком смиренно, чтобы это привело к записи великого альбома о разрыве», но «отступ [Coldplay] от великой банальности — это шаг в верном направлении». Майкл Вуд (Los Angeles Times) писал так: «Девять песен Ghost Stories звучат мягко, создавая эффектное чувство близости. Как всегда, в музыке много всего, созданного коллективным творчеством группы и приглашённых артистов <…> но все акустические и электронные элементы выложены с деликатностью, которую Coldplay не применяли со времён дебютного Parachutes. В своём новом альбоме британская группа отложила свою фирменную грандиозность».
Замечая, что альбому «нужно аплодировать за сокращение безвкусных излишеств предыдущих альбомов», Джош Терри (Consequence of Sound) отметил, что композиции «страдают из-за отсутствия направления» и «энергии, которая привела бы их к вершине». Рецензент Pitchfork Media посчитал, что Ghost Stories — «подавленная работа, показывающая Криса Мартина и его группу в решительно хандрящем состоянии через свою среднетемповую музыкальную палитру и расплывчатые электронные касания, вызывающие интуитивное чувство стёганого одеяла, ниспадающего по лестничному пролёту». Журналист USA Today, сравнивая Ghost Stories со схожими по предпосылкам альбомами (Blood on the Tracks, Shoot Out the Lights, Rumours), не счёл его даже запоминающейся записью. Карл Андерсон (Entertainment Weekly) счёл, что альбом, вероятнее всего, запомнится как переходный, и что, «будучи хорошей работой, он воспринимается как приквел к чему-то более лучшему».

## Список композиций
Слова и музыка всех песен — написаны Гаем Беррименом, Джонни Баклэндом, Уиллом Чемпионом и Крисом Мартином (за исключением «A Sky Full of Stars», написанной совместно с Авичи).
| №                   | Название                                                          | Продюсеры                                      | Длительность |
| ------------------- | ----------------------------------------------------------------- | ---------------------------------------------- | ------------ |
| 1.                  | «Always in My Head»                                               | Coldplay, Пол Эпворт, Дэниел Грин, Рик Симпсон | 3:36         |
| 2.                  | «Magic»                                                           | Coldplay, Эпворт, Грин, Симпсон                | 4:45         |
| 3.                  | «Ink»                                                             | Coldplay, Эпворт, Грин, Симпсон                | 3:48         |
| 4.                  | «True Love»                                                       | Coldplay, Эпворт, Грин, Симпсон                | 4:05         |
| 5.                  | «Midnight»                                                        | Coldplay, Эпворт, Грин, Симпсон, Джон Хопкинс  | 4:54         |
| 6.                  | «Another’s Arms»                                                  | Coldplay, Эпворт, Грин, Симпсон                | 3:54         |
| 7.                  | «Oceans»                                                          | Coldplay, Эпворт, Грин, Симпсон                | 5:21         |
| 8.                  | «A Sky Full of Stars»                                             | Coldplay, Эпворт, Грин, Симпсон, Авичи         | 4:28         |
| 9.                  | «O» (содержит скрытый трек «Fly On» (0:00-3:54); «O» (6:28-7:47)) | Coldplay, Эпворт, Грин, Симпсон                | 7:47         |
| Общая длительность: | Общая длительность:                                               | Общая длительность:                            | 42:37        |

| №   | Название                       | Длительность |
| --- | ------------------------------ | ------------ |
| 10. | «Midnight» (Jon Hopkins Remix) | 10:05        |

| №                   | Название            | Длительность |
| ------------------- | ------------------- | ------------ |
| 10.                 | «All Your Friends»  | 3:32         |
| 11.                 | «Ghost Story»       | 4:17         |
| 12.                 | «O (Reprise)»       | 1:37         |
| Общая длительность: | Общая длительность: | 49:40        |

| №                   | Название                           | Длительность |
| ------------------- | ---------------------------------- | ------------ |
| 10.                 | «All Your Friends»                 | 3:32         |
| 11.                 | «Ghost Story»                      | 4:17         |
| 12.                 | «O (Reprise)»                      | 1:37         |
| 13.                 | «Midnight» (Jon Hopkins remix)     | 10:05        |
| 14.                 | «Midnight» (Giorgio Moroder remix) | 8:37         |
| 15.                 | «Midnight» (Phones 4AM remix)      | 10:56        |
| Общая длительность: | Общая длительность:                | 76:55        |

- В цифровой версии альбома и версии target deluxe между композициями «Fly On» и «O» нет паузы; таким образом, общее время звучания трека 5:24

## Чарты и сертификации
| \| Чарт (2014) \| Высшая позиция \| \| ------------------------------------------ \| -------------- \| \| Аргентина (CAPIF)[41] \| 3 \| \| Австралия (ARIA)[42] \| 1 \| \| Австрия (Ö3 Austria)[43] \| 2 \| \| Бельгия/Фландрия (Ultratop)[44] \| 1 \| \| Бельгия/Валлония (Ultratop)[45] \| 1 \| \| Канада (Canadian Albums Chart)[46] \| 1 \| \| Хорватия (IFPI)[47] \| 1 \| \| Чехия (ČNS IFPI)[48] \| 1 \| \| Дания (Hitlisten)[49] \| 1 \| \| Нидерланды (Album Top 100)[50] \| 2 \| \| Финляндия (Suomen virallinen lista)[51] \| 1 \| \| Франция (SNEP)[52] \| 1 \| \| Германия (Media Control)[53] \| 1 \| \| Greek Albums (IFPI)[54] \| 2 \| \| Венгрия (MAHASZ)[55] \| 1 \| \| Italian Albums (FIMI)[56] \| 1 \| \| Япония (Oricon)[57] \| 7 \| \| Мексика (Top 100 Mexico)[58] \| 1 \| \| Новая Зеландия (RMNZ)[59] \| 1 \| \| Норвегия (VG-lista)[60] \| 1 \| \| Польша (ZPAV)[61] \| 1 \| \| Португалия (AFP)[62] \| 1 \| \| Шотландия (Scottish Albums Chart)[63] \| 1 \| \| Испания (PROMUSICAE)[64] \| 1 \| \| South Korean Albums (Gaon)[65] \| 6 \| \| Швеция (Sverigetopplistan)[66] \| 1 \| \| Швейцария (Schweizer Hitparade)[67] \| 1 \| \| Великобритания (UK Albums Chart)[68] \| 1 \| \| США (Billboard 200)[69] \| 1 \| \| США (Billboard Top Alternative Albums)[70] \| 1 \| \| США (Billboard Top Rock Albums)[71] \| 1 \| \| США (Billboard Top Tastemaker Albums)[72] \| 2 \| | - : 2× платиновый - : 2× платиновый - : платиновый - : платиновый |
| Чарт (2014) | Высшая позиция                                                    |
| Аргентина (CAPIF) | 3                                                                 |
| Австралия (ARIA) | 1                                                                 |
| Австрия (Ö3 Austria) | 2                                                                 |
| Бельгия/Фландрия (Ultratop) | 1                                                                 |
| Бельгия/Валлония (Ultratop) | 1                                                                 |
| Канада (Canadian Albums Chart) | 1                                                                 |
| Хорватия (IFPI) | 1                                                                 |
| Чехия (ČNS IFPI) | 1                                                                 |
| Дания (Hitlisten) | 1                                                                 |
| Нидерланды (Album Top 100) | 2                                                                 |
| Финляндия (Suomen virallinen lista) | 1                                                                 |
| Франция (SNEP) | 1                                                                 |
| Германия (Media Control) | 1                                                                 |
| Greek Albums (IFPI) | 2                                                                 |
| Венгрия (MAHASZ) | 1                                                                 |
| Italian Albums (FIMI) | 1                                                                 |
| Япония (Oricon) | 7                                                                 |
| Мексика (Top 100 Mexico) | 1                                                                 |
| Новая Зеландия (RMNZ) | 1                                                                 |
| Норвегия (VG-lista) | 1                                                                 |
| Польша (ZPAV) | 1                                                                 |
| Португалия (AFP) | 1                                                                 |
| Шотландия (Scottish Albums Chart) | 1                                                                 |
| Испания (PROMUSICAE) | 1                                                                 |
| South Korean Albums (Gaon) | 6                                                                 |
| Швеция (Sverigetopplistan) | 1                                                                 |
| Швейцария (Schweizer Hitparade) | 1                                                                 |
| Великобритания (UK Albums Chart) | 1                                                                 |
| США (Billboard 200) | 1                                                                 |
| США (Billboard Top Alternative Albums) | 1                                                                 |
| США (Billboard Top Rock Albums) | 1                                                                 |
| США (Billboard Top Tastemaker Albums) | 2                                                                 |